# Colentina (Bucarest)
Pour les articles homonymes, voir Colentina.
Colentina est un quartier de Bucarest situé dans le secteur 2. Son nom provient de celui de la rivière Colentina passant par ledit quartier.

## Description

### Étymologie
La légende populaire attribue le nom à la suite d'une dérivation de l'expression « colea-n-tină » (là-bas, dans la boue), qui serait la réponse d'un spătar lorsque Matthieu Basarab a demandé à ce dernier où ce dernier a battu l'armée Ottomane. Cependant, son origine serait plutôt slave, comme pour d'autres rivières à Bucarest et dans l'Ilfov.

### Histoire
Jusqu'à la deuxième moitié du XVIIIe siècle, la zone de l'actuel Colentina était recouverte par la forêt, comme cela a été visible sur la carte du stolnic Constantin Cantacuzino. Cependant, des archéologues ont trouvé des traces de petites bases à cet endroit, datées du VIe ou du VIIe siècle. Il a notamment été trouvé une pièce de bronze byzantine de l'époque Justinienne datée de 539.

## Lieux particuliers
- le Palais Ghica